# Längenfeld
 (octobre 2015).
Si vous disposez d'ouvrages ou d'articles de référence ou si vous connaissez des sites web de qualité traitant du thème abordé ici, merci de compléter l'article en donnant les références utiles à sa vérifiabilité et en les liant à la section « Notes et références ».
Längenfeld est une commune autrichienne du district d'Imst dans le Tyrol, située au centre de la vallée de l'Ötztal (dite « vallée des millionnaires ») longue de 67 km.
La ville comporte plusieurs hôtels de luxe tel que l'hôtel Rita, le Waldklause et l'Aqua Dome hôtel. L'Aqua Dome, une station thermale de luxe, se trouve dans la ville.

## Toponyme
Längenfeld est un toponyme et un nom dont l'origine est Lenginvelt.
La paroisse ou le village sont mentionnés dès la fin du XIIe siècle dans un document datant des premiers seigneurs de Montalbant (1298).

## Géographie
Längenfeld est une municipalité située dans le district d'Imst, à 25 km au sud-est d'Imst, dans la vallée de l'Ötztal. Avec une superficie de 195,8 km2, 21 quartiers et 4 500 habitants, elle est le deuxième plus grand village de la vallée après Sölden.

## Structure de la ville
La ville se compose de deux villages situés à Längenfeld même, qui est le chef-lieu, et à Huben (1300 habitants), situé à quelques kilomètres plus au sud. D'autres villages tels que Gries (250 habitants), Brand, Astheln, Burstein, Runhof, Gottesgut ou encore Oberried (1200 habitants) font partie du ban communal de Längenfeld.
Le territoire communal de Längenfeld comprend 22 villages et 10 hameaux.
Le chef lieu de Längenfeld se divise lui-même en deux quartiers : au nord se trouve le quartier d'Unterlängenfeld (1260 habitants) et au sud se trouve le quartier d'Oberlängenfeld (1470 habitants). La plupart des magasins de luxe, grands hôtels et banques internationales se trouvent dans ce dernier.

## Histoire
Le village comporte de nombreux sites touristiques dont l'église Sainte-Catherine de style gothique-baroque tardif qui a été construite initialement en 1303 puis agrandie en 1690[réf. nécessaire]. La principale source de revenus du village est le tourisme.

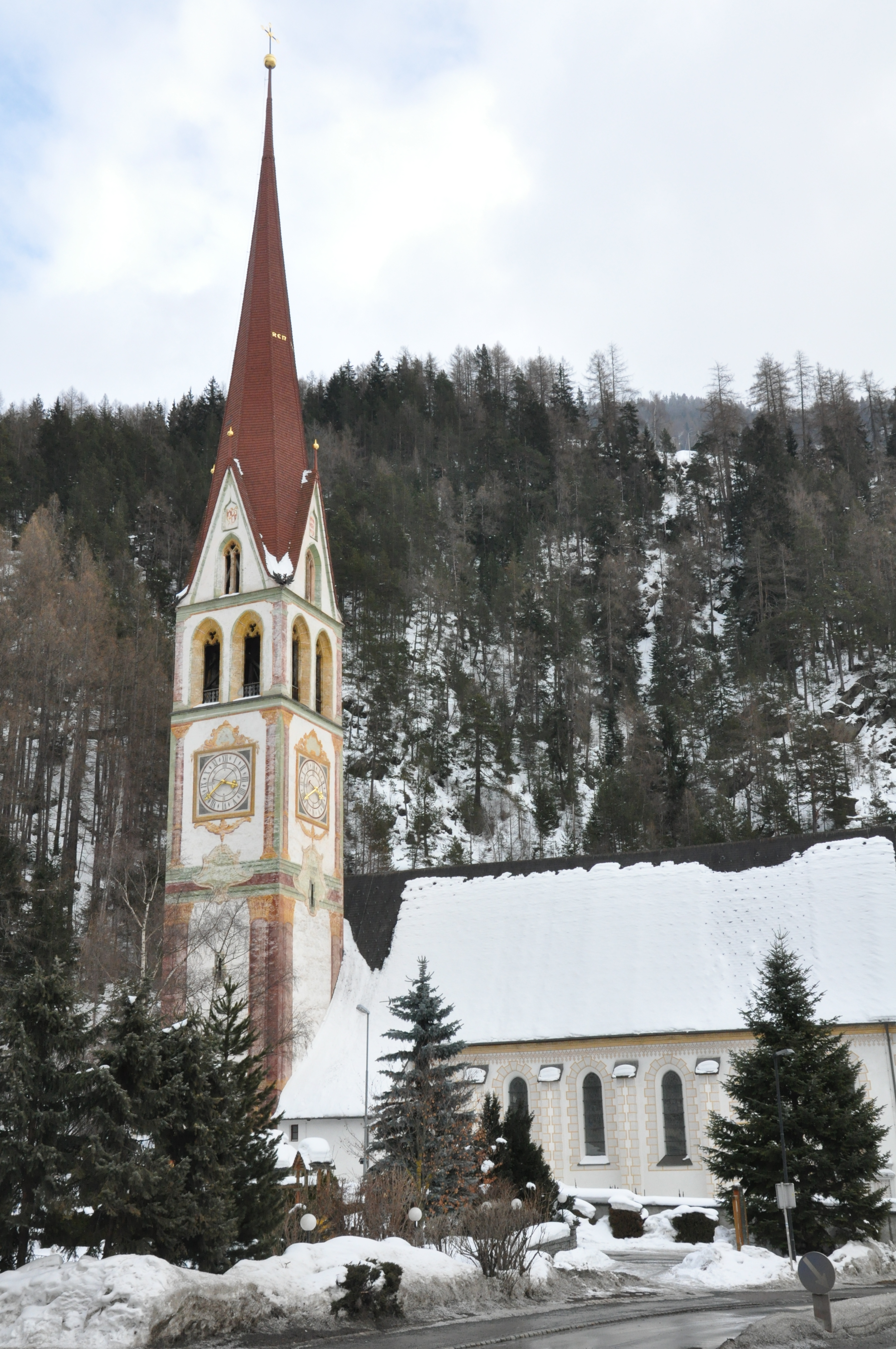
L'église baroque Sainte-Catherine.

### Préhistoire
La vallée de l'Ötztal, est, depuis plusieurs millénaires, une des voies de circulation les plus importantes à travers les Alpes du sud. Plus tard, les marchandises transitaient sur la route du Timmelsjoch en direction du val de Passiria (en) pour être transportées dans le Tyrol du Sud.

### Moyen Âge
Au Moyen Âge, Längenfeld, tout comme les villages alentour, appartient à la famille noble de Montalbant. Cette famille était alors comte de l'Ötztal. Elle reçut la vallée comme fief de la part du comte du Tyrol Meinhard II.

### Renaissance
Aux XVe et XVIe siècles, l'une des caractéristiques de la région était les paysans libres qui vivaient dans la vallée de l'Ötztal et de Schwaighöfe (vallée dans laquelle se trouve le village de Gries). Les villages se trouvant dans ces vallées appartenaient alors soit au monastère de Frauenchiemsee, soit à la famille de Montalban et se sont peu à peu détachés de leur autorité.
Les paysans et villageois avaient progressivement développé une organisation démocratique : chaque année, les chefs de famille élisaient deux d'entre eux comme syndics pour gérer les « fruits communs », c'est-à-dire les alpages communaux qui appartenaient à la collectivité ; ils en tiraient une certaine aisance financière qui supprimait la misère.

### Temps modernes
En 1792, à l'arrivée du courant révolutionnaire français, les révolutionnaires anti-monarchie n'ont pas été bien accueillis, car les habitants avaient déjà racheté en grande partie les droits féodaux à leur seigneur. Grâce à leur mobilisation, ils ont pu limiter la fureur destructrice des révolutionnaires. Le Comté de l'Ötztal fut dissout et la ville de Längenfeld fut intégrée à la nouvelle région du Tyrol.

### XIXeetXXesiècles
En plus de l'industrie du bétail au XIVe siècle, la culture du lin et son traitement étaient également une importante source de revenus du village. En 1800, le lin de Längenfeld a été introduit à la Bourse de Hambourg en raison de sa bonne qualité[réf. nécessaire]. Cette industrie a disparu au milieu du XXe siècle.
L'une des plus importantes familles de l'époque était la famille Kurbad, qui s'était spécialisée dans la culture et la vente de lin, alors produit à Längenfeld.

## Tourisme et positionnement haut de gamme

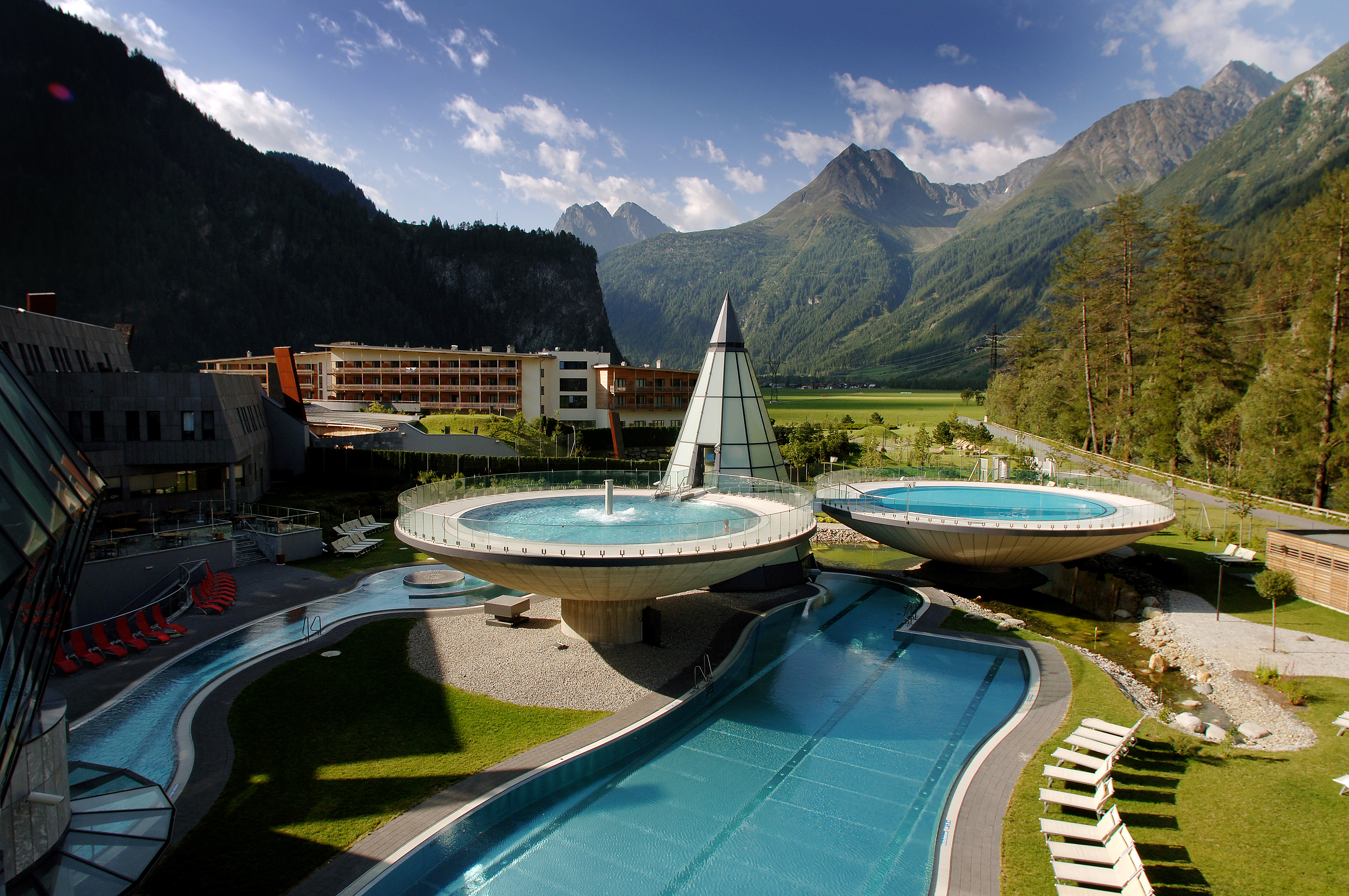
Vue extérieure sur l'hôtel Aqua Dome à Längenfeld

La ville est essentiellement axée sur le tourisme haut de gamme.
Längenfeld est connu pour être fréquenté par des personnalités du cinéma, des sportifs, des indusuetriels et des familles de l'aristocratie et de la grande bourgeoisie européenne.
Längenfeld accueille de nombreux magasins et hôtels de luxe comme l'Hôtel Rita et l'Aqua Dome hôtel et des banques internationales.
Les importants flux financiers (liés au tourisme notamment) ont permis de réaliser des aménagements hauts de gammes comme la station thermale de l'Aqua Dome.
Depuis 2013, plusieurs personnalités du monde du cinéma sont venues à Längenfeld, par exemple Daniel Craig, Christoph Waltz, Léa Seydoux ou encore Monica Bellucci.

## Administration

### Liste des maires
Le maire actuel de Längenfeld est Ralf Schönger depuis le 25 février 2015. Il succède à Willi Kuen qui était alors maire depuis le 25 février 2010.
| Période         | Période         | Identité      | Étiquette                         | Qualité           |
| --------------- | --------------- | ------------- | --------------------------------- | ----------------- |
| 25 février 2015 | En cours        | Ralf Schönger | Parti social-démocrate d'Autriche | avocat            |
| 25 février 2010 | 25 février 2015 | Willi Kuen    | Parti social-démocrate d'Autriche | chef d'entreprise |

### Maire
Le poste de maire est investi en l'autorité de Ralf Schönger depuis le 25 février 2015.

### Conseil municipal
Le conseil municipal comporte 12 conseillers municipaux et 4 adjoints au maire.

### Orientation politique
La ville de Längenfeld (à l'origine une ville de paysans et d'ouvriers) est historiquement orientée à gauche sur l'échiquier politique et la plupart des maires qui ont été élus depuis les années 2000 proviennent du Parti social-démocrate d'Autriche.

## Armoiries

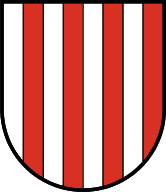
Les armoiries de Langenfeld.

Blason : Un d'argent et de rouge en sept chapes.
Le blason municipal a été accordé à la ville en 1964. Les bandes aux couleurs nationales (rouges et blanches) représentent l'éponyme « Langenfeld », mais symbolisent aussi l'élargissement de la vallée de l'Ötztal près de Längenfeld.

## Population et démographie
Au premier janvier 2015, la population de Längenfeld est de 4 445 habitants.
La population n'a cessé d'augmenter depuis 1900 (il y avait alors 1262 habitants). Cependant depuis 2010 la population se stabilise aux alentours de 4 440.

## Lieux et monuments
Langenfeld comporte de nombreux monuments dont plusieurs églises et chapelles liées à son passé de village chrétien :
- l'église paroissiale Sainte-Catherine (plus grande église de la ville) ;
- la chapelle du cimetière de Längenfeld ;
- la chapelle de Lourde à Oberlängenfeld ;
- la chapelle Scheider à Unterlängenfeld ;
- la chapelle de la vierge Marie ;
- le château de Kurbad.

## Développement économique et tourisme
Avec plus de 4 000 lits d'hôtels et environ 850 000 nuitées en 2014 (contre 570 000 en 2004), le tourisme est le facteur économique le plus important à Längenfeld. En outre, les entreprises sont également un facteur important du développement économique de la ville. Depuis la création de l'Aqua Dome en 2010, Längenfeld est la seule ville thermale d'Autriche de l'ouest. L'Aqua Dome faisant travailler plus de 200 personnes.

## Personnalités liées à la commune
- Franz Senn (en) (1831-1884), prêtre et fondateur du Club Alpin Allemand, né à Längenfeld.
- Theo Grüner (1976-2010), joueur de football professionnel, né à Längenfeld.
- Hans Haid (1938-), folkloriste.
- Wilhelm Walter (1850-1914), architecte berlinois, il a créé la première station thermale à Längenfeld en 1891 (Kurbad).
- Sebastian Kneipp (1821-1897), prêtre, il a été le premier à émettre l'idée de construire des bains à Längenfeld pour guérir certaines maladies.